# 1944 w literaturze
Wydarzenia literackie w 1944 roku.

## Wydarzenia
- polskie
  - ostatni numer czasopisma konspiracyjnego Biuletyn Informacyjny
- zagraniczne
  - w Paryżu założono dziennik Le Monde

## Nowe książki
- polskie
  - Józef Czapski – Wspomnienia starobielskie

- zagraniczne
  - Agatha Christie
    - Godzina zero (Towards Zero)
    - Rosemary znaczy pamięć (Sparkling Cyanide)

  - Jean Genet – Matka Boska Kwietna (Notre Dame des Fleurs)
  - Pär Lagerkvist – Karzeł (Dvärgen)
  - Olaf Stapledon – Syriusz (Sirius – A Fantasy of Love and Discord)
  - Jean-Paul Sartre – Przy drzwiach zamkniętych (Huis clos)

## Nowe dramaty
- zagraniczne
  - Albert Camus – Kaligula (Caligula)
  - Tennessee Williams – Szklana menażeria (The Glass Menagerie)

## Nowe poezje
- polskie
  - Julian Przyboś – Póki my żyjemy
  - Tadeusz Różewicz – Echa leśne

- zagraniczne
  - Roy Fuller – A Lost Season[1]

## Nowe prace naukowe
- zagraniczne
  - Ernst Cassirer – Esej o człowieku. Wstęp do filozofii kultury (Was ist der Mensch? Versuch einer Philosophie der menschlichen Kultur)

## Urodzili się
- 1 stycznia
  - Teresa Torańska, polska dziennikarka i pisarka (zm. 2013)
  - Mati Unt, estoński pisarz (zm. 2005)
- 8 stycznia – Terry Brooks, amerykański pisarz fantasy
- 9 stycznia – Wang Tuoh, tajwański pisarz (zm. 2016)
- 12 stycznia – Fatos Kongoli, albański pisarz
- 17 stycznia – Jan Guillou, szwedzki pisarz
- 25 stycznia – Dmitrij Sawicki(inne języki), rosyjski pisarz i poeta (zm. 2019)
- 7 lutego – Witi Ihimaera, nowozelandzki pisarz maoryskiego pochodzenia
- 9 lutego – Alice Walker, pisarka amerykańska
- 16 lutego – Richard Ford, amerykański prozaik, zdobywca nagrody Pulitzera
- 19 lutego – Dan Fante(inne języki), amerykański pisarz i dramaturg (zm. 2015)
- 23 lutego – Bernard Cornwell, brytyjski pisarz, autor thrillerów i powieści historycznych
- 26 lutego
  - Christopher Hope, południowoafrykański pisarz
  - Ingela Strandberg, szwedzka pisarka, poetka, tłumaczka
- 27 lutego
  - Ken Grimwood, amerykański pisarz (zm. 2003)
  - Roger Scruton, brytyjski pisarz i filozof (zm. 2020)
- 3 marca – Maria Nurowska, polska pisarka (zm. 2022)
- 4 marca – Marek Baterowicz, polski pisarz, poeta, publicysta, romanista, tłumacz poezji portugalskiej i włoskiej
- 5 marca – Toomas Vint, estoński pisarz i malarz
- 8 marca – Waldemar Łysiak, polski pisarz i publicysta
- 10 marca – Jesper Svenbro, szwedzki poeta
- 21 marca – Pedro Pietri, portorykański poeta i dramaturg (zm. 2004)
- 2 kwietnia – Francisco Massiani(inne języki), wenezuelski pisarz (zm. 2019)
- 8 kwietnia – Christoph Hein, niemiecki pisarz, tłumacz i eseista
- 9 kwietnia – Lars Norén, szwedzki dramaturg, powieściopisarz i poeta (zm. 2021)
- 20 kwietnia – Phillip Margolin, amerykański pisarz thrillerów
- 23 kwietnia – Jerzy S. Łątka, polski pisarz, etnolog, orientalista, dziennikarz (zm. 2022)
- 2 maja – Franz Innerhofer, austriacki prozaik (zm. 2002)
- 4 maja – Edmund Wnuk-Lipiński, polski pisarz (zm. 2015)
- 12 maja – Eva Demski, niemiecka dziennikarka i pisarka
- 18 maja – W.G. Sebald, niemiecki prozaik (zm. 2001)
- 21 maja – Rajmund Kalicki, polski pisarz, tłumacz i znawca literatury latynoamerykańskiej
- 22 maja – John Flanagan, australijski pisarz
- 23 maja – Martin Pollack, austriacki pisarz, dziennikarz, tłumacz i promotor literatury polskiej (zm. 2025)
- 27 maja – Wiesław Sokołowski, polski poeta
- 12 czerwca – Jujja Wieslander, szwedzka autorka książek dla dzieci
- 19 czerwca – Chico Buarque, brazylijski muzyk i pisarz
- 23 czerwca – Pascal Mercier, szwajcarski pisarz i filozof (zm. 2023)
- 26 czerwca – Bengt Pohjanen, szwedzki pisarz i tłumacz
- 2 lipca – Jerzy Czarnota, polski poeta, ksiądz
- 6 lipca – Bernhard Schlink, niemiecki powieściopisarz
- 9 lipca – Glen Cook, amerykański pisarz fantasy i science fiction
- 12 lipca – Ulf Stark, szwedzki pisarz i scenarzysta (zm. 2017)
- 13 lipca – Jadwiga Stróżykiewicz, polska poetka (zm. 2019)
- 15 lipca – Omar Saavedra Santis, chilijski pisarz
- 11 sierpnia – Peter Schmidt, niemiecki pisarz
- 12 sierpnia – Ludwik Lewin, polski dziennikarz i poeta pochodzenia żydowskiego (zm. 2022)
- 19 sierpnia – Bodil Malmsten, szwedzka pisarka (zm. 2016)
- 21 września – Fannie Flagg, amerykańska pisarka
- 23 września – Ivan Martin Jirous, czeski poeta i publicysta (zm. 2011)
- 24 września
  - Eavan Boland, irlandzka poetka (zm. 2020)
  - Paulo Leminski, brazylijski pisarz i poeta polskiego pochodzenia (zm. 1989)
- 26 września – Peter Turrini, austriacki pisarz
- 2 października
  - Aleksandr Ożyganow(inne języki), rosyjski poeta (zm. 2019)
  - Vernor Vinge, amerykański pisarz science fiction (zm. 2024)
- 16 października – Paul Durcan, irlandzki poeta
- 29 października – Harry Duda, polski poeta, dziennikarz, publicysta i wydawca
- 18 listopada – Eustachy Rylski, polski prozaik, dramaturg i scenarzysta
- 24 listopada – Jules Deelder(inne języki), holenderski poeta (zm. 2019)
- 25 listopada – Maarten ’t Hart, holenderski prozaik
- 28 listopada – Rita Mae Brown, amerykańska pisarka, poetka i scenarzystka
- 1 grudnia
  - Tahar Ben Jelloun, marokański pisarz tworzący w języku francuskim
  - Daniel Pennac, francuski pisarz
- 2 grudnia – Botho Strauß, niemiecki pisarz i dramaturg
- 3 grudnia – Craig Raine, brytyjski poeta i krytyk literacki
- 11 grudnia – Ernesto Lariosa(inne języki), filipiński pisarz i poeta (zm. 2019)
- 17 grudnia
  - Jack L. Chalker, amerykański pisarz science fiction (zm. 2005)
  - Timo Mukka, fiński pisarz, nowelista, poeta (zm. 1973)
- 24 grudnia
  - Mirosława Suska, polska bibliotekarka
  - Teresa Walas, polska literaturoznawczyni, teoretyczka literatury, historyczka literatury i krytyczka literacka
  - Witolda Walosczyk, polska bibliotekarka
- 25 grudnia – Marek Marszał, polski tłumacz literatury fantastyczno-naukowej (zm. 2020)
- 26 grudnia – Galsan Tschinag, mongolski pisarz, poeta i eseista narodowości tuwińskiej
- 27 grudnia – Markus Werner, niemieckojęzyczny prozaik szwajcarski (zm. 2016)
- Augustyn Baran, polski prozaik, historyk i dziennikarz (zm. 2010)
- Bahri Myftari, albański pisarz, publicysta i tłumacz (zm. 2016)
- Justin Scott, amerykański pisarz
- Iwona Smolka, polska pisarka i krytyk literacki
- Richard Woodman, angielski pisarz

## Zmarli
- 3 stycznia – Jurgis Baltrušaitis, litewski poeta (ur. 1873)
- 31 stycznia – Jean Giraudoux, francuski powieściopisarz i dramaturg (ur. 1882)
- 10 lutego – Izrael Jehoszua Singer, żydowski pisarz, dramaturg i dziennikarz (ur. 1893)
- 5 marca – Max Jacob, francuski poeta, malarz, pisarz i krytyk pochodzenia żydowskiego, kubista i dadaista (ur. 1876)
- 11 marca – Hendrik Willem van Loon, holendersko-amerykański dziennikarz, ilustrator i autor książek dla dzieci (ur. 1882)
- 28 marca – Stephen Leacock, kanadyjski pisarz i ekonomista (ur. 1869)
- 4 kwietnia – John Peale Bishop, amerykański poeta (ur. 1892)
- 5 kwietnia – Aleksander Mardkowicz, polski pisarz, poeta i wydawca narodowości karaimskiej (ur. 1875)
- 11 kwietnia – Bruno Winawer, polski komediopisarz, prozaik, poeta, felietonista, tłumacz (ur. 1883)
- 1 maja – Icchak Kacenelson, żydowski poeta i dramaturg (ur. 1886)
- 2 maja – William Ellery Leonard, amerykański filolog literaturoznawca, dramaturg, poeta i tłumacz (ur. 1876)
- 5 maja – Paul Oskar Höcker, niemiecki pisarz, publicysta, dramatopisarz i wydawca (ur. 1865)
- 11 maja – Antoni Kucharczyk, polski poeta ludowy (ur. 1874)
- 12 maja – Max Brand, amerykański pisarz i dziennikarz, twórca powieściowych westernów (ur. 1892)
- 16 maja – George Ade, amerykański dramaturg i humorysta (ur. 1866)
- 17 maja – Milena Jesenská, czeska dziennikarka, pisarka i tłumaczka (ur. 1896)
- 10 czerwca – Zygmunt Bartkiewicz, polski pisarz, dziennikarz i felietonista (ur. 1867)
- 13 czerwca – Henri Ghéon, francuski powieściopisarz, nowelista i dramaturg, jeden z przedstawicieli XX-wiecznego modernizmu (ur. 1875)
- 1 lipca – Jean Prévost, francuski pisarz, krytyk literacki i literaturoznawca (ur. 1901)
- 3 lipca – Adolf Nowaczyński, polski pisarz, dramaturg, satyryk, poeta, publicysta, eseista, krytyk (ur. 1876)
- 31 lipca – Antoine de Saint-Exupéry, francuski pisarz (ur. 1900)
- sierpień – Anna Słonczyńska, polska poetka (ur. 1893)
- 1 sierpnia – Melania Fogelbaum, polska poetka narodowości żydowskiej (ur. 1911)
- 4 sierpnia – Krzysztof Kamil Baczyński, polski poeta czasu wojny (ur. 1921)
- 8 sierpnia – Juliusz Kaden-Bandrowski, polski pisarz i publicysta (ur. 1885)
- 10 sierpnia
  - Wanda Miłaszewska, polska pisarka (ur. 1894)
  - Stanisław Miłaszewski, polski dramatopisarz, publicysta, poeta i tłumacz (ur. 1886)
- 16 sierpnia
  - Tadeusz Gajcy, polski poeta czasu wojny (ur. 1922)
  - Zdzisław Stroiński, polski poeta czasu wojny (ur. 1921)
- 18 sierpnia – Jacques Roumain, haitański pisarz (ur. 1907)
- 20 sierpnia – Konstanty Ćwierk, polski pisarz i poeta (ur. 1895)
- 22 sierpnia
  - Włodzimierz Pietrzak, polski poeta, prozaik i krytyk literacki (ur. 1913)
  - Lucjan Szenwald, polski poeta (ur. 1909)
- 25 sierpnia – Musa Cälil, radziecki poeta tatarskojęzyczny (ur. 1906)
- 1 września – Liviu Rebreanu, rumuński powieściopisarz (ur. 1885)
- 4 września – Margery Williams, brytyjsko-amerykańska pisarka dla dzieci (ur. 1881)
- 10 września – Józef Szczepański, polski poeta, powstaniec warszawski (ur. 1922)
- 24 września – Jun Tsuji, japoński poeta, dramaturg, eseista oraz tłumacz (ur. 1884)
- 13/17 października – Jurij Chěžka, górnołużycki poeta (ur. 1917)
- 16 października – Jón Sveinsson, islandzki pisarz i jezuita (zm. 1857)
- 17 października – Zenon Przesmycki, polski poeta, krytyk literacki i wydawca (ur. 1861)
- 2 listopada – Karol Irzykowski, polski krytyk literacki i filmowy, poeta, prozaik, dramaturg (ur. 1873)
- 6-10 listopada – Miklós Radnóti, węgierski poeta (ur. 1909)
- 16 listopada – Maria Rodziewiczówna, polska pisarka (ur. 1864)
- 27 listopada – Teodor Bujnicki, polski poeta, satyryk i krytyk literacki (ur. 1907)
- 30 listopada – Max Halbe, niemiecki dramaturg, główny przedstawiciel naturalizmu (ur. 1865)
- 2 grudnia – Filippo Tommaso Marinetti, włoski ideolog, poeta, wydawca, jeden z twórców futuryzmu (ur. 1876)
- 4 grudnia – Grace Denio Litchfield, amerykańska prozaiczka, poetka i dramatopisarka (ur. 1849)
- 30 grudnia
  - Romain Rolland, francuski pisarz (ur. 1866)
  - Józef Stachowski, polski poeta (ur. 1913)

brak daty dziennej: 
- - Zuzanna Ginczanka, polska poetka pochodzenia żydowskiego (ur. 1917)
  - Dawid Vogel, poeta piszący w języku hebrajskim (ur. 1891)

## Nagrody
- Nagroda Nobla – Johannes Jensen